# Старый Остёр
Старый Остёр (укр. Старий Остер) — правый приток реки Остёр, протекающий по Козелецкому и Носовскому району (Черниговская область).

## География
Длина — 16 км. Скорость течения — 0,1. Русло реки (отметки уреза воды) в верхнем течении (село Пилятин) находится на высоте 109,3 м над уровнем моря. Река служит водоприёмником системы каналов.
Река берёт начало, ответвляясь от русла Остра (который представлен магистральным каналом), что юго-восточнее села Пилятин (Козелецкий район) в Носовском районе. Река течёт на юго-запад. Впадает в реку Остёр непосредственно южнее села Часновцы (Козелецкий район).
Русло шириной 10 м и шириной 1,5 м; частично выпрямлено в канал (канализировано). К реке примыкают системы каналов. На реке есть пруды и озёра. У истоков пересыхает. Притоков нет.
Пойма очагами занята заболоченными участками с лугами и кустарниками, лесами.
Населённые пункты на реке: Пилятин